# Papercut
Papercut è un singolo del gruppo musicale statunitense Linkin Park, pubblicato il 18 giugno 2001 come terzo estratto dal primo album in studio Hybrid Theory.

## Descrizione
Traccia d'apertura dell'album, Papercut parla della paranoia dell'uomo comune e della sua abitudine di attribuirla agli altri. Una prima versione di questo brano è presente nel demo Hybrid Theory - 6 Tracks.

## Promozione
Papercut è stato commercializzato esclusivamente in Europa su volere della Warner Bros. Records, che chiese ai Linkin Park di scegliere un terzo singolo per tale territorio a causa delle differenti dinamiche di mercato tra quest'ultimo e quello statunitense:
(Mike Shinoda intervistato da Billboard nel 2020)
Nel 2002 il brano è stato remixato da DJ Cheapshot e da Vin Skully degli Styles of Beyond con il titolo di Ppr:Kut ed inserito nell'album di remix Reanimation. Nell'EP Collision Course (realizzato con il rapper Jay-Z e pubblicato nel 2004) è presente un mash-up di Papercut con il brano di Jay-Z Big Pimpin'. Infine, alcune parti di Papercut e di Points of Authority sono state campionate dal DJ Joe Hahn per la realizzazione del brano strumentale Sold My Soul to Yo Mama, presente nell'EP Underground 4.0.

## Video musicale
Il video, diretto da Hahn insieme a Nathan "Karma" Cox, mostra il gruppo eseguire il brano in un salone elegante vicino a una stanza buia, sulle pareti della quale sono scritte le parole della canzone. Nel video sono presenti anche elementi soprannaturali e inquietanti realizzati mediante particolari effetti speciali, come ad esempio l'allungamento delle dita di Shinoda e lo scioglimento della faccia del batterista Rob Bourdon.

## Tracce
Testi e musiche dei Linkin Park.
CD promozionale (Europa)
1. Papercut – 3:05

CD (Germania), MC (Regno Unito)
1. Papercut – 3:05
2. Points of Authority (Live) – 3:25

CD maxi (Australia, Europa)
1. Papercut – 3:05
2. Points of Authority (Live) – 3:25
3. Papercut (Live) – 3:12
4. Papercut (Video) – 3:13

## Formazione
Hanno partecipato alle registrazioni, secondo le note di copertina di Hybrid Theory:
Gruppo
- Chester Bennington – voce
- Rob Bourdon – batteria, cori
- Brad Delson – chitarra, cori
- Joe Hahn – giradischi, campionatore, cori
- Mike Shinoda – rapping, voce, campionatore

Atri musicisti
- Ian Hornbeck – basso

Produzione
- Don Gilmore – produzione, ingegneria del suono
- Jeff Blue – produzione esecutiva
- John Ewing Jr. – ingegneria del suono aggiuntiva, Pro Tools
- Mike Shinoda – assistenza Pro Tools
- Matt Griffin – assistenza tecnica
- Steve Sisco – assistenza al missaggio
- Andy Wallace – missaggio
- Brian "Big Bass" Gardner – mastering, montaggio digitale

## Classifiche
| Classifica (2001-17)             | Posizione massima |
| -------------------------------- | ----------------- |
| Austria                          | 43                |
| Germania                         | 49                |
| Paesi Bassi                      | 39                |
| Regno Unito                      | 14                |
| Regno Unito (rock & metal)       | 1                 |
| Stati Uniti (alternative)        | 32                |
| Stati Uniti (rock & alternative) | 18                |
| Svizzera                         | 80                |